# Wurtz-reactie
De Wurtz-reactie of Wurtz-koppeling, genoemd naar de Franse scheikundige Charles-Adolphe Wurtz, is een koppelingsreactie. Twee organische alkylhalogeniden worden hierbij met behulp van metallisch natrium aan elkaar gekoppeld, waarbij het natriumzout van het halogenide als bijproduct ontstaat:
De reactie is met andere metalen ook succesvol uitgevoerd, waaronder zilver, zink, ijzer, koper, indium en een mengsel van mangaan en koper(II)chloride. De verwante reactie met arylhalogeniden wordt de Wurtz-Fittig-reactie genoemd. In sommige gevallen treedt de reactie als ongewenste nevenreactie op, zoals bij de vorming van organolithiumreagentia.

## Reactiemechanisme
De reactie verloopt via vrije radicalen, waarbij de eerste stap bestaat uit de overdracht van één elektron van het metaal naar de halogeenverbinding, waarbij het natriumhalogenide ontstaat en een radicaal R· (vergelijkbaar met de vorming van een Grignardreagens). Dit wordt gevolgd door de vorming van de nieuwe binding tussen de koolstofatomen in een nucleofiele substitutiereactie.

### Stap 1
Een elektron wordt overgedragen van natrium aan het antibindende moleculaire orbitaal van de organische halogeenverbinding, onder vorming van natriumhalogenide en een alkylradicaal.
{\displaystyle \mathrm {R{-}X\ +\ Na\ \longrightarrow \ R{\dot {\ }}+\ NaX} }

### Stap 2
Het alkylradicaal is zeer reactief en reageert vervolgens met een tweede natriumatoom, waarbij een organonatriumverbinding ontstaat. In een aantal gevallen is dit intermediair geïsoleerd. Het koolstofatoom draagt daarbij een partieel negatieve lading, het metaal een partieel positieve.
{\displaystyle \mathrm {R{\dot {\ }}+\ Na\ \longrightarrow \ NaR} }

### Stap 3
In een SN2-reactie vervangt het alkylanion het halogenide van een nog niet gereageerd alkylhalogenide, waarbij de nieuwe koolstof-koolstofbinding gevormd wordt.
{\displaystyle \mathrm {NaR\ +\ R{-}X\ \longrightarrow \ R{-}R\ +\ NaX} }

## Voorbeelden en reactieomstandigheden
In een typisch voorbeeld van de Wurtz-reactie wordt joodmethaan of chloorethaan in watervrije di-ethylether geroerd. De alkanen die worden gevormd bezitten een dubbel aantal koolstofatomen als de uitgangsproducten: de reactie met joodmethaan geeft ethaan, de reactie met chloorethaan leidt tot vorming van n-butaan.
Het oplosmiddel voor de Wurtz-reactie, in bovenstaand voorbeeld di-ethylether, moet watervrij zijn. De alkylanionen zijn zo basisch (met een pKa van 48 tot 50) dat water onmiddellijk gedeprotoneerd wordt, waardoor de opbrengst aan gewenst product sterk vermindert.

### Ringsluitingsreacties
Ten gevolge van verschillende beperkende factoren wordt de Wurtz-reactie niet vaak toegepast, vooral ook omdat alkanen makkelijk uit een groot aantal andere bronnen te betrekken zijn, zoals aardolie of via modificaties van vetzuren. Aan de andere kant is de Wurtz-koppeling bruikbaar synthetisch gereedschap, vooral voor het sluiten van een kleine ring, met name die van cyclopropaan. Bicyclobutaan, met twee cyclopropaanringen erin, werd via deze route op basis van 1-broom-3-chloorcyclobutaan en natrium gesynthetiseerd met een opbrengst van 95%:
Een andere ringsluitingsreactie is die van 1,6-dibroomhexaan onder invloed van zink. Deze reactie lukt niet met de kortere alkanen. Door in een verdunde oplossing te werken wordt de kans op nevenreacties vrijwel nihil.

### De Wurtz-reactie in de organosiliciumchemie
In de organosiliciumchemie is de volgende reactie beschreven:
{\displaystyle \mathrm {SiH_{3}Cl\ +\ CH_{3}Cl\ +\ 2\ Na\ \longrightarrow \ H_{3}SiCH_{3}\ +\ 2\ NaCl} }
De vervanging van één koolstofatoom door silicium is voor deze koppelingsreactie blijkbaar geen probleem.

## Beperkende factoren
Via de Wurtz-reactie kunnen alleen symmetrische alkanen gemaakt worden. Bij een reactie tussen twee niet-gelijke alkylhalogeniden ontstaat een reactiemengsel dat - in de meeste gevallen - moeilijk te scheiden is. De scheiding van alkanen verloopt meestal op basis van verschil in kookpunt (destillatie), maar de kookpunten zullen meestal dicht bij elkaar liggen, waardoor dat in de praktijk geen oplossing is. Bovendien verlopen er door het radicaalkarakter van de reactie ook makkelijk nevenreacties, waarbij alkenen ontstaan. De nevenreacties worden bovendien talrijker als het koolstofatoom met het halogeen grote substituenten draagt, waardoor sterische hindering de bovenhand neemt. De voorkeur voor de eliminatiereactie kan verklaard worden door de toename van de activeringsenergie voor de SN2-reactie in stap 2 als de substituenten groter worden. Secundaire substraten reageren hier traag en met tertiaire substraten vindt in het geheel geen substitutie plaats.